# Eleocharis multicaulis
Eleocharis multicaulis là loài thực vật có hoa trong họ Cói. Loài này được (Sm.) Desv. mô tả khoa học đầu tiên năm 1818.

## Hình ảnh

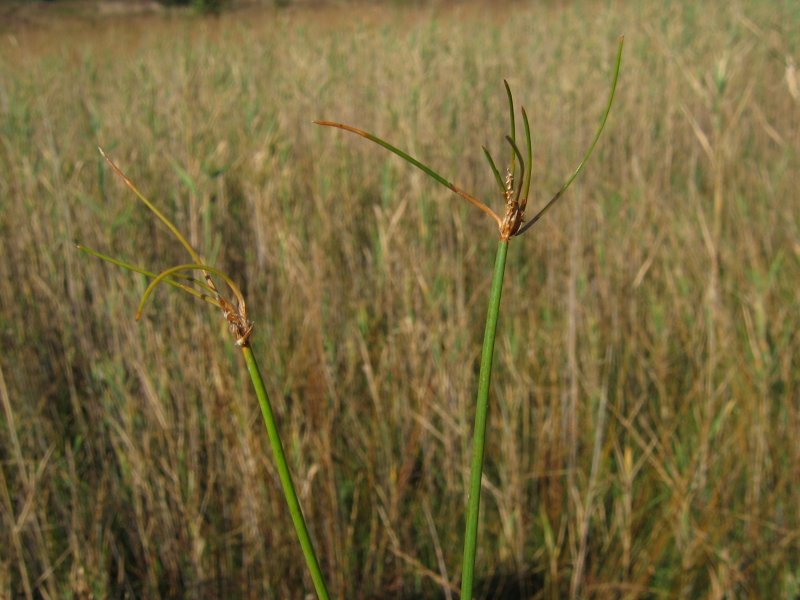
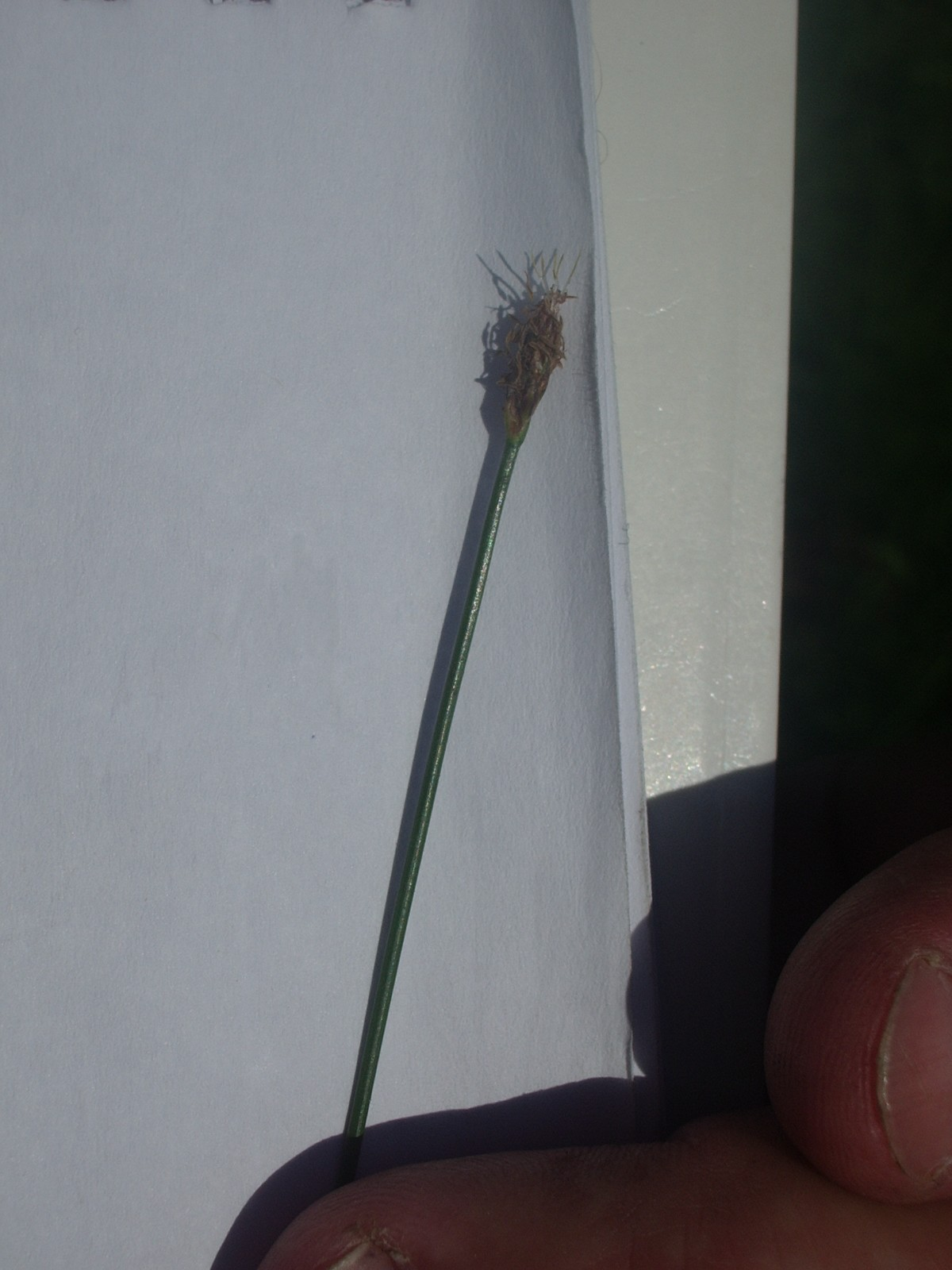
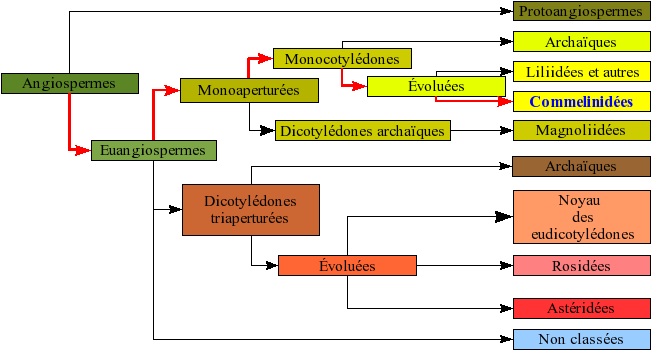
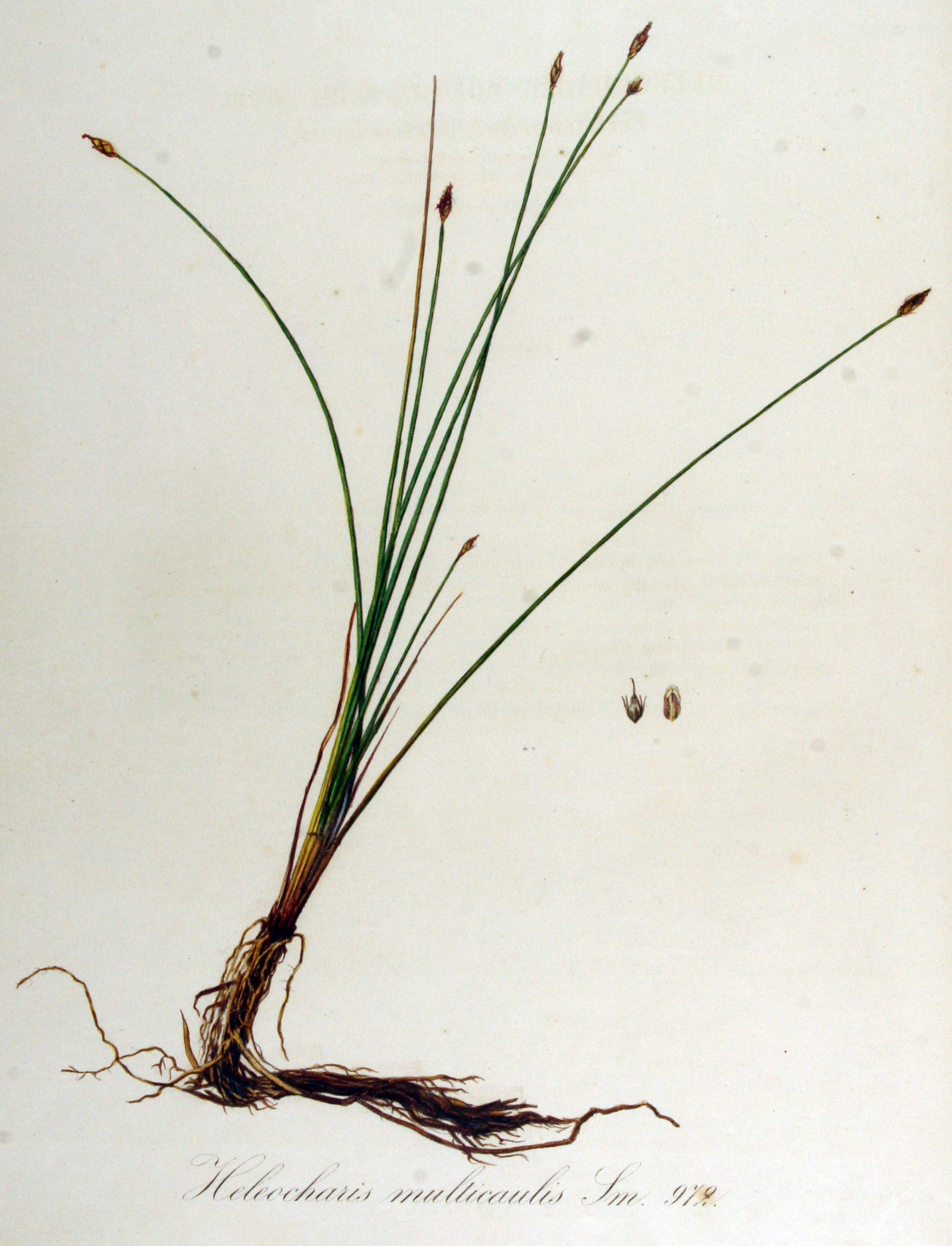